# Evangélikus öregtemplom (Győr)
Az evangélikus öregtemplom Győr-Újvárosban, a Rába partján az Evangélikus Konvent épületeinek udvarában található. A nagyméretű, torony nélküli, copf stílusú templom Magyarország egyik legszebb evangélikus temploma. A copf stílus franciás irányzatának egyik legjelentősebb győri emléke. Az öregtemplom még napjainkban is Győr legjobb akusztikájú belső tere, így számos hangversenynek ad otthont. Az udvarra a templomhoz a Petőfi térről a Konventépület klasszicista vörösmárvány kapuján keresztül juthatunk be.
E templom lelkészei voltak többek között Rát Mátyás, Haubner Máté, Karsay Sándor, Kapi Béla, Túróczy Zoltán és Ittzés János is.
A templom ma is a Győri Evangélikus Egyházközség életének központja, minden vasárnap és ünnepnapon több gyülekezeti istentisztelet is van a templomban. A templom számos jelentős esemény színhelye volt. Többek között a Dunántúli Evangélikus Egyházkerület több püspökét és egyházkerületi felügyelőjét is itt iktatták be hivatalába. A Nyugati (Dunántúli) evangélikus egyházkerület püspöke egyszersmind a győri evangélikus gyülekezet lelkésze is.

## A templom építése
Az első evangélikus templom Győrött 1696-ban épült fel a mai Újvárosi Katolikus Plébániatemplom helyén, ezt azonban az evangélikusoktól 1749-ben elvették. II. József türelmi rendelete adta meg újra a lehetőséget az evangélikus gyülekezetnek templom építésére, azzal a feltétellel, hogy a templom torony nélkül és zárt udvarban épülhet csak fel. A templom 1785-ben készült el.

## A templom leírása
Az evangélikus öregtemplom háromhajós teremtemplom. Északi és nyugati oldalán korabeli vaslemez borítású ajtószárnyak láthatók. A templom belsejében emeleti magasságban körbefutó karzat és kórus van, közepén szép orgonaszekrénnyel. Az aranyozott díszítésű rokokó oltár képét Orlai Petrich Soma festette. Az oltár felett helyezkedik el a rokokó szószék, hangvetőjén az Agnus Dei. Az oltárasztalt 1718-ban készült ezüst feszületek és rokokó ezüst gyertyatartók díszítik. Az oltár előtt vörösmárvány keresztelőmedence látható, 1817-ben került a templomba. A templom belsejét három XVIII. századi holland vörösréz csillár világítja meg. A fenyőfából győri mesterek által faragott barokk padokban található énekeskönyvtartó kazetták ajtaját barokk, rokokó és biedermeier faragásos és intarziás motívumok díszítik.